# 오달리스크

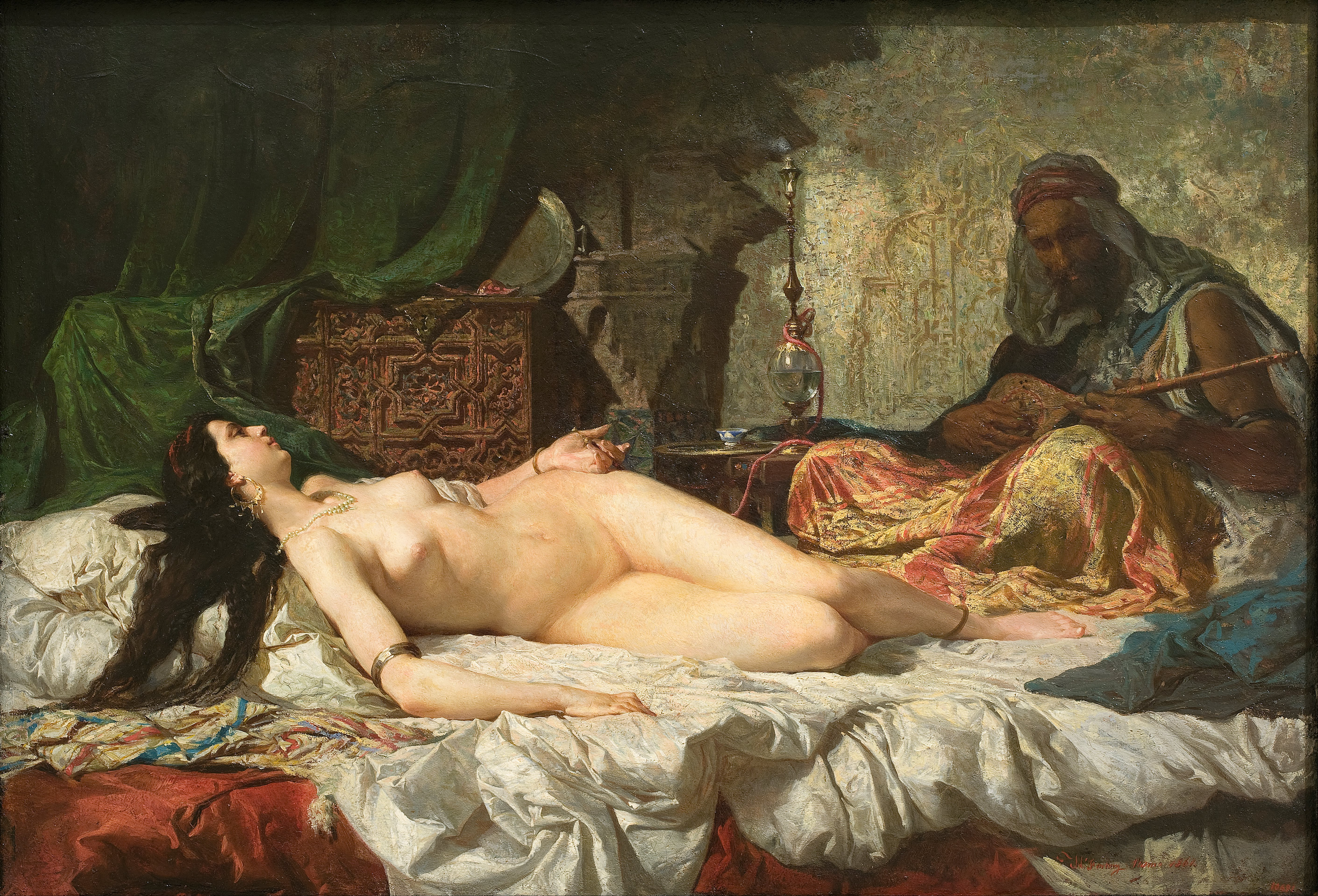
《오달리스크》, 1861년, 마리아노 포르투니 작.

오달리스크(영어: odalisque, 튀르키예어: Odalık)는 오스만 제국의 궁정에서 시중을 들던 시녀나 노예를 가리키던 말이다. 서유럽에서는 이 용어가 하렘의 첩을 가리키는 용어로 쓰여, 오리엔탈리즘 미술에서 여성이 반라나 전라 상태로 누운 자세가 선정적으로 묘사된 예술 장르를 지칭하게 되었다.

## 어원
오달리스크라는 말은 객실 청소부를 의미하는 터키어 Odalık에서 유래한 프랑스어 단어로, 여기서 oda는 "방" 등을 의미한다.

## 대중매체에서의 오달리스크
아서 설리번과 W. S. 길버트의 오페라 Patience의 노래 "If You Want A Receipt For That Popular Mystery"에서 "Grace of an odalisque on a divan"이라는 가사가 있다.

## 같이 보기
- 쾨체크